# Jaimangalapur
Jaimangalapur (nep. जयमंगलपुर) – gaun wikas samiti w środkowej części Nepalu w strefie Narajani w dystrykcie Parsa. Według nepalskiego spisu powszechnego z 2001 roku liczył on 686 gospodarstw domowych i 4702 mieszkańców (2292 kobiet i 2410 mężczyzn).